# جون بي. ديفين
جون بي. ديفين هو محامي وسياسي أمريكي، ولد في 22 يناير 1878، وتوفي في 21 أكتوبر 1955. نشط حزبياً في الحزب الديمقراطي. وقد انتخب عضو مجلس نواب إلينوي ‏.